# Modrí – ES
Modrí – ES  (zkratka MES) je slovenská konzervativně liberální politická strana. Stranu založil bývalý premiér Mikuláš Dzurinda po neúspěchu projektu Modrá koalícia (dnes Demokrati). Současným předsedou strany je Ľuboš Schwarzbacher.

## Historie
Strana vznikla v květnu 2023 pod názvem Modrí – Európske Slovensko. U vzniku strany stáli kromě Mikuláše Dzurindy například jeho dcera, sociální antropoložka Jana Šoková, dále také matematik Tomáš Halgaš, nebo politik Pál Csáky. Strana krátce po svém založení utvořila kvazikoalici se stranou Most-Híd 2023 a změnila svůj název na Modrí, Most-Híd. Dovětek Európské Slovensko z původního názvu se podle Dzurindy stal „hashtagem a mottem“ přejmenované strany.
V parlamentních volbách v roce 2023 strana získala 0,26 % hlasů a nedostala se do Národní rady. Po volbách se strana přejmenovala na Modrí – ES.
Strana mezi své programové priority zařadila posilnění ekonomického růstu, zastavení inflace a reformu školství a zdravotnictví.
V březnu 2024 byl předsedou strany zvolen její dosavadní místopředseda Ľuboš Schwarzbacher.
V prezidentských volbách v roce 2024 strana podporovala diplomata a bývalého ministra zahraničních věcí Ivana Korčoka.

## Volební výsledky

### Parlamentní volby
| Volby | Počet hlasů | Hlasy v % | Změna | Mandátů | Změna | Postavení       |
| ----- | ----------- | --------- | ----- | ------- | ----- | --------------- |
| 2023  | 7 935       | 0,26      | –     | 0       | –     | Mimoparlamentní |